# Camp de protestation
 (juin 2016).
Si vous disposez d'ouvrages ou d'articles de référence ou si vous connaissez des sites web de qualité traitant du thème abordé ici, merci de compléter l'article en donnant les références utiles à sa vérifiabilité et en les liant à la section « Notes et références ».

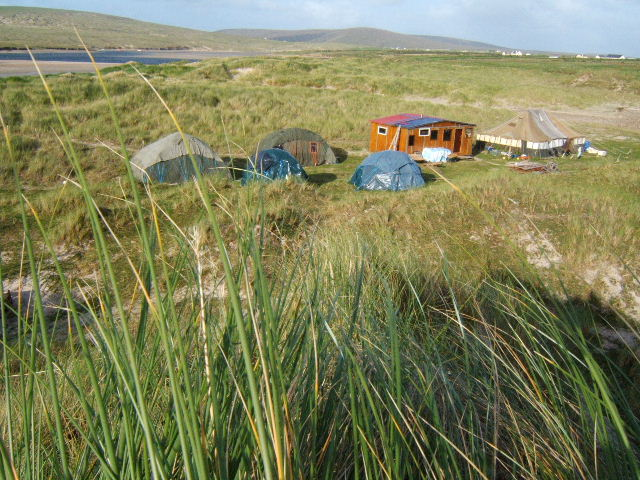
Le camp de protestation de Rossport, en Irlande, installé sur le trajet proposé pour un oléoduc (septembre 2006).

Un camp de protestation  est un campement alternatif autogéré où s’installent durablement des activistes afin de servir de base permanente à une protestation massive, généralement pacifiste, visant à empêcher le démarrage ou la poursuite d’un chantier sur ce site ou à proximité.
Ce type de militantisme « diffère d’autres formes de mouvement social en cela qu’il se compose d’actes de protestation continue (actions directes, veillées, marches) et d’actes de reproduction sociale nécessaires à la survie quotidienne (cuisine, nettoyage, construction d’abris et de toilettes). »
On parle parfois de ZAD, pour « zone à défendre », pour désigner certains de ces camps, en particulier lorsque la revendication s'inscrit dans le domaine de l'écologie politique.

## Protestation pacifiste et anti-militariste
Ce mode de protestation est particulièrement vivace au Royaume-Uni, dans la lignée d’un courant pacifiste du scoutisme et surtout des mouvements de protestation féministes et pacifistes des années 1920 consécutifs à la Grande Guerre. Ces camps de paix sont devenus célèbres à partir des années 1980 avec le Camp de femmes pour la paix de Greenham Common en Angleterre, un campement féministe antinucléaire et antimilitariste implanté près d’une base RAF qui dura dix-neuf ans, de 1981 à 2000, et en inspira plusieurs autres.
À Faslane, en Écosse, un campement de protestation toujours actif a démarré le 12 juin 1982 dans le sillage de celui de Greenham Common. Situé à côté de la base navale nucléaire HMNB Clyde, dans la région d’Argyll and Bute, il s’est déplacé plusieurs fois depuis ses débuts et parfois scindé en plusieurs campements tenus par des militants d’obédience diverses, notamment socialistes et anarchistes. Parfois bien installé mais toujours dépendant de la tolérance plus ou moins autoritaire de la municipalité, Faslane reste un lieu de séjours militants et de manifestations ponctuelles visant à maintenir vivante l’opposition à la guerre et au nucléaire, tout en poursuivant l’objectif initial de « réfléchir au-delà de la protestation ».

## Opposition à des grands travaux d'aménagement
La tenue d’un camp No Border et d’un  camp action climat en 2009 sur une zone d’aménagement différé pour « réfléchir au-delà de la protestation » contre le  grand projet inutile imposé d’aéroport à Notre-Dame-des-Landes va, entre autres, inaugurer l’appellation  ZAD – zone à défendre. Suivront celles du Testet contre le barrage de Sivens dans le Tarn, d’octobre 2013 à septembre 2014, celle de l'Amassada à Saint-Victor-et-Melvieu en Aveyron contre un projet de transformateur électrique HT de 2014 à 2019, celle de la forêt de Roybon en Isère contre un projet de  Center Parks depuis l’automne 2014, la ZAD du Moulin dans la forêt de Kolbsheim depuis avril 2016 contre le projet  d’autoroute contournant Strasbourg, le camp autour de l’ancienne gare de Luméville, près de Bure, pour lutter contre le projet CIGEO d’enfouissement de déchets nucléaires en 2015 et celui créé à Hambach en Allemagne pour s'opposer au développement d'une  mine de lignite à ciel ouvert.

## Réappropriation d’espaces urbains
L’occupation de places urbaines, par exemple Tahrir au Caire et Sýntagma à Athènes en 2011, parc Gezi sur la place Taksim à Istambul, Place de l’indépendance à Kiev en 2013 (Euromaïdan),  Hong Kong en 2014, par les mouvements Occupy Wall Street ou Indignés (Puerta del Sol à Madrid), ainsi que Nuit debout, les camps action climat et No Border sont également des camps de protestation.
« Le mouvement des Indignés (Indignados, en espagnol) et Occupy sont des mouvements sociaux qui, inspirés notamment par le Printemps arabe, ont débuté en 2011 dans de nombreux pays pour protester contre les politiques d’austérité, le fort taux de chômage, l’accroissement des inégalités sociales, la collusion des hommes politiques au pouvoir avec les intérêts des entreprises et de la finance capitalistes, et qui militent pour une démocratie « réelle » et pour la justice sociale. »

Bien que solidement ancrées dans le local, toutes ces protestations ont en commun une portée globale, comme l’exprime l’Indienne Arundhati Roy à l’université populaire de Washington Square Park le 16 novembre 2011 : 

« Ce que vous avez accompli depuis le 17 septembre, le jour où le mouvement ‘Occupy’ a commencé aux États-Unis, c’est d’introduire une nouvelle imagination, un nouveau langage politique dans le cœur de l’empire. Vous avez réintroduit le droit au rêve dans un système qui a essayé de transformer tout le monde en zombies hypnotisés dans un consumérisme bêtiﬁant mis sur le même pied que le bonheur et l’épanouissement. »

On y retrouve ainsi des modes de réinvention du quotidien qui passent par « des vergers urbains, des cantines collectives, une réappropriation de l’espace public et des imaginaires communs ». Avec le blocage physique et l’occupation spatiale en effet, « C’est d’abord l’expérience de l’espace qui est remise en question par ces mouvements. L’espace social devient un “hybride” entre cyberespace et espace fortement localisé (“Place Tahrir”, “Puerta del Sol“, ”Place de la République“, etc.) ; l’espace géopolitique, quant à lui, oscille entre une circulation globale et une inscription et des revendications fortement nationales. L’expérience du temps s’accélère également, entre flux de communication numérique et flash mob ».
De plus, « Ces camps qui, d’une ville, d’un pays ou d’un continent à l’autre apparaissent et disparaissent, adoptent et adaptent de manière créative des formes de processus décisionnels, des stratégies d’hébergement, des pratiques médiatiques militantes et des modes d’action directe. »

## Autres campements temporaires
C’est « à la suite du campement durant quatre mois de 48 ménages, essentiellement des familles avec enfants, expulsées en mai 1990 de deux immeubles squattés » à Paris qu’est né le DAL, association de défense des mal-logés et sans logis.
Par ailleurs, il arrive que des campements d’activistes s’organisent durant des  grèves prolongées. Ainsi, en plus d’autres modes d’action et de protestation plus traditionnels, la coordination des infirmières campa pendant plusieurs jours devant le ministère de la Santé à l’automne 1991 et des sages-femmes installèrent des tentes devant les maternités de plusieurs villes de France durant l’hiver 2013-2014.
Cependant, comme dans le cas de personnes qui « campent » devant une institution pour faire valoir leurs revendications qu’elles estiment inaudibles autrement, il s’agit bien là de campements protestataires mais qui visent à porter des revendications par la visibilité et la permanence, non à exercer une occupation alternative de l’espace public.
De même, si les participants à des rassemblements protestataires, tels qu’une vélorution ou une free party, sont le plus souvent installés en camping, celui-ci est un mode de logement le temps de la manifestation, ce n’est ni le moyen de protestation ou d’occupation de l‘espace, ni l’objet du rassemblement. Mais ce sont bien des camps de protestation qui, de plus en plus nombreux dans le monde, « s’opposent à la fracturation hydraulique et à la construction d’oléoducs. Des camps sont installés pour entraver des projets de gentrification, pour empêcher des expulsions et exiger des droits pour les migrants »